# NGC 1874
NGC 1874 (również ESO 56-EN84) – gromada otwarta powiązana z mgławicą emisyjną, znajdująca się w gwiazdozbiorze Złotej Ryby. Należy do Wielkiego Obłoku Magellana. Odkrył ją John Herschel 16 grudnia 1835 roku, być może wcześniej obserwował ją James Dunlop w 1826 roku.